# Ali Hallab
Ali Hallab (* 4. April 1981 in Mantes-la-Jolie) ist ein ehemaliger französischer Boxer.

## Amateurkarriere
Ali Hallab begann als Jugendlicher mit dem Boxen und wurde Mitglied des Sportvereins Boxing Amicale Les Mureaux. Sein Trainer wurde dort Mokhtar Hadjiri. Er nahm auch ein Studium am Institut National du Sport et de l’Education in Paris auf und beendete dieses als Sportlehrer.
Er wurde von 2001 bis 2007 sieben Mal in Folge Französischer Meister im Bantamgewicht und besiegte dabei unter anderem auch Daouda Sow und Hicham Ziouti.
Sein erster internationaler Erfolg war der Gewinn einer Bronzemedaille im Halbfliegengewicht bei den Junioren-Europameisterschaften 1999 in Sarajevo. 2001 startete er bereits bei den Weltmeisterschaften in Belfast, wo er noch in der Vorrunde gegen Waldemar Cucureanu ausschied.
Seinen ersten Medaillengewinn im Elitebereich erzielte er dann bei den Europameisterschaften 2002 in Perm, als er eine Bronzemedaille im Bantamgewicht gewinnen konnte. Nach Siegen gegen Servin Suleymanov, Mario Pisanti und Detelin Dalakliew, war er erst im Halbfinale gegen Gennadi Kowaljow unterlegen. In dieser Gewichtsklasse erzielte er in den folgenden Jahren zahlreiche Erfolge.
So gewann er bei den EU-Meisterschaften 2003 in Frankreich mit einem Finalsieg gegen Bashir Hassan die Goldmedaille und gewann beim selben Event 2004 in Spanien Bronze, nachdem er diesmal im Halbfinale gegen Detelin Dalakliew verloren hatte. Bei den Weltmeisterschaften 2003 in Bangkok schied er zwar in der Vorrunde erneut gegen Detelin Dalakliew aus, gewann jedoch 2004 die Silbermedaille bei den Europameisterschaften in Pula. Durch Siege gegen Muhamed Alija, Ağası Məmmədov und Andrzej Liczik war er ins Finale eingezogen, wo er wieder gegen Gennadi Kowaljow unterlegen war. Daraufhin wurde er auch bei den Olympischen Spielen 2004 in Athen eingesetzt und schied dort noch in der Vorrunde gegen Malik Bouziane aus.
2005 gewann er die Goldmedaille bei den Mittelmeerspielen in Spanien und eine Bronzemedaille bei den Weltmeisterschaften in Mianyang. Er war dabei im Halbfinale gegen Guillermo Rigondeaux unterlegen, nachdem er zuvor Satoshi Shimizu, Mekhrodj Umarov und Ma Yunhao besiegt hatte.
Bei den Europameisterschaften 2006 in Plowdiw verlor er im Achtelfinale gegen Detelin Dalakliew, besiegte diesen jedoch in seinem ersten Kampf bei den Weltmeisterschaften 2007 in Chicago. Durch einen weiteren Sieg gegen Allaberdi Ishankuliyev erreichte er das Achtelfinale, wo er gegen Gary Russell ausschied.
2008 nahm er am ersten europäischen Olympiaqualifikationsturnier in Pescara teil, wo er Matti Koota besiegen konnte, jedoch anschließend gegen Rustam Rahimov mit 8:9 knapp ausschied. Beim zweiten Qualifikationsturnier in Athen kämpfte er sich dann gegen Maxim Tretyak, Detelin Dalakliew, Vittorio Parrinello und Chawazi Chatsygov auf den ersten Platz und nahm daraufhin auch an den Olympischen Spielen 2008 in Peking teil. Dort schied er in der Vorrunde gegen Akhil Kumar aus.
Hallab ist darüber hinaus Gewinner mehrerer internationaler Turniere, darunter des Ahmet Cömert Tournaments 2002, des Feliks Stamm Tournaments 2003 und 2005, sowie des Tammer-Turniers 2003 und 2006.

## Profikarriere
Ali Hallab boxte von März 2009 bis November 2013 bei den Profis und blieb in all seinen 17 Kämpfen ungeschlagen. Er wurde im April 2011 Französischer Meister und im Mai 2011 WBO-Europameister. In seinem letzten Kampf am 15. November 2013 gewann er noch den Titel des WBC-Mittelmeer-Meisters.